# Frans Österblom
Frans Vilhelm Österblom, född den 16 september 1870 i Kimito, död där den 29 juni 1907, var en finländsk folkskollärare och författare. Han var bror till skulptören Carl Österblom och far till Saga Hagman och Frey-Viking Österblom.
Österblom avlade 1891 sin examen vid Nykarleby seminarium. Han fick samma år en lärartjänst vid Västlax folkskola på Kimitoön. Österblom publicerade diktsamlingarna Skum och bubblor (1900) och Dagrar i dalen (1904). Han var en föregångsman inom den finlandssvenska hembygdsdiktningen. Österblom omkom i ett blixtnedslag. Hans dikter utgavs på nytt i urval 1951.